# Lay Low

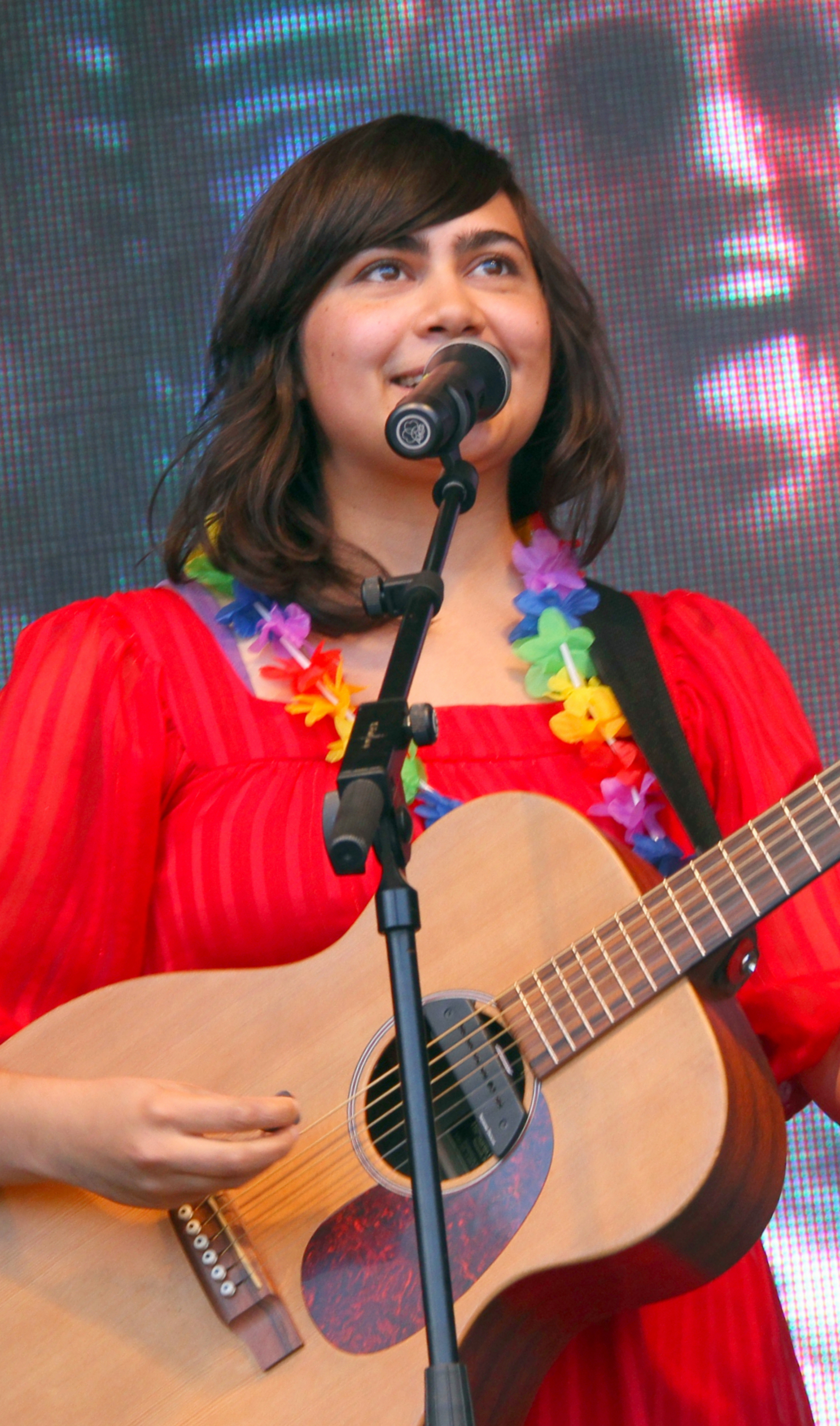
Lay Low (2011)

Lovísa Elísabet Sigrúnardóttir (* 10. September 1982 in London, England), besser bekannt unter ihrem Künstlernamen Lay Low, ist eine isländische Künstlerin und Sängerin.

## Biografie
Lovísa wurde als Tochter eines sri-lankischen Vaters und einer isländischen Mutter geboren. In ihren jungen Jahren kam sie nach Island, wo sie seither lebt.
Bereits als Kind begann sie Klavierstunden zu nehmen, später kamen Bass- und E-Gitarre hinzu. Während ihrer Jugend trat sie mit mehreren lokalen Bands auf. Das erste Mal sang sie in der „Benny Crespo's Gang“, in der sie auch Keyboard und Gitarre spielte.
Lay Low, das alter Ego von Lovísa entstand Anfang 2006. Sie wurde von Cod Music, einem lokalen Label aufgenommen, welches Interesse an einem Demo-Song zeigte, den Lovísa auf Myspace veröffentlicht hatte. Ihre Musik kombiniert Elemente aus Blues, Folk und Country.
Lovísa stieg schnell in der Musikbranche auf. Nur ein paar Monate nach ihrer Entdeckung veröffentlichte sie ihr Debüt-Album, Please Don't Hate Me, für welches sie innerhalb von zwei Monaten Gold erhielt. 2006 wurde sie für vier Isländische Music Awards nominiert, von denen sie zwei gewann: Beste weibliche Sängerin und Bestes Album Cover. Sie wurde zusätzlich von der Nation zur bekanntesten Künstlerin 2006 gekürt.
2007 bekam sie eine Rolle in dem Stück Ökutímar von Leikfélag Akureyrar. Sie sollte Songs für das Stück schreiben und Cover Songs von Dolly Parton singen. Das Stück feierte großen Erfolg und im folgenden Jahr wurde der Soundtrack dazu veröffentlicht. Lovísa arbeitete außerdem mit dem Isländischen Musiker KK zusammen, der Songs für den Baltasar-Kormákur-Film Brúðguminn schrieb. Zusätzlich brachte sie ein Album mit der Benny Crespo's Gang heraus.
Mitte 2008 verbrachte Lovísa einige Zeit in London, um ihr drittes Soloalbum, Farewell Good Night's Sleep aufzunehmen, welches am 16. Oktober des gleichen Jahres veröffentlicht wurde. Das Album wurde in den Toerag Studios aufgenommen und von Liam Watson produziert.
Im Jahr 2009 unternahm Lovísa eine ausgedehnte Tour, vor allem als Support für Emilíana Torrini in Europa und den USA und Headliner-Shows auf der ganzen Welt. Außerdem trat sie auf Festivals wie Glastonbury, End of the Road und Into The Great Wide Open auf. Im selben Jahr nahmen Lay Low und ein Filmteam Flatey auf, eine Live CD/DVD-Performance auf der kleinen Insel Flatey, die im September veröffentlicht wurde.
Am 4. November 2009 wurde Dezember, ein Film von Hilmar Oddsson, uraufgeführt. Lovísa spielte neben den bekannten isländischen Schauspielern Tómas Lemarquis, Laufey Elíasdóttir und Stefan Hallur Stefánsson eine der Hauptrollen in dem Film. Dies war ihre erste Arbeit als Schauspielerin für einen Film.
Das Jahr 2010 begann für Lovísa mit Tourneen weit weg von zuhause, auf Reisen nach Australien und Tokio mit Emiliana Torrini. Im Frühjahr bekam sie wieder die Gelegenheit, in der Filmindustrie zu arbeiten, indem sie einige Songs für den Film Kóngavegur schrieb und zur Verfügung stellte.
Im Jahr 2012 spielte Lovísa im Vorprogramm  von Of Monsters and Men auf ihrer US-Tournee.

## Diskografie

### Solo
- Please Don't Hate Me (2006)
- Ökutímar soundtrack (2008)
- Farewell Good Night's Sleep (2008)
- Flatey (CD + DVD) (2009)
- Brostinn strengur (2011)
- Live at Home (2013)
- Talking About The Weather (2013)

### Mit Benny Crespo's Gang
- Benny Crespo's Gang (2007)